# Варавино (Архангельская область)
 Варавино — деревня в Котласском районе Архангельской области России. Входит в состав Черёмушского сельского поселения.

## География
Недалеко от деревни протекает река Северная Двина. Близлежащие деревни: Кудрино, Боровинка. Расположена по правую сторону от центральной дороги «Котлас—Вотлажма».

## Население
| 2002 | 2010 | 2012 |
| ---- | ---- | ---- |
| 0    | ↗1   | →1   |